# Älskade främling
Älskade främling är en singel av Dan Hylander från albumet Kung av onsdag, utgiven 1986.

## Låtlista
1. Älskade främling (en midsommarnattsdröm) - (Dan Hylander)
2. Roll along (hymn till en snubblad vandrare) - (Dan Hylander)

## Bandmedlemmar
- Dan Hylander - Sång
- Mats Englund - Bas
- Henrik Janson - Gitarr & fairlight
- Marius Müller - Gitarr
- Mats Persson - Slagverk
- Svante Persson - Flygel, fairlight & synthesizer
- Åke Sundqvist - Trummor
- Pierre Svärd - Orgel, fairlight & synthesizer
- Py Bäckman - Sång
- Eva Dahlgren - Sång
- Tomas Ledin - Sång
- Basse Wickman - Sång